# Turmhügel Adlitz
Der Turmhügel Adlitz ist eine abgegangene Turmhügelburg (Motte) in der Ortsmitte von Adlitz, einem Gemeindeteil der Gemeinde Ahorntal im Landkreis Bayreuth in Bayern.
Die Motte wurde um 1017 erwähnt und 1374 wurde ein Rudolf von Rabenstein zum „Adlotz“ urkundlich erwähnt. 1430 wurde die Burg im Zuge der Hussitenkriege zerstört und danach wieder aufgebaut. 1525 wurde sie im Bauernkrieg erneut zerstört, anschließend wieder aufgebaut und im Dreißigjährigen Krieg wieder zerstört.
In der Zeit von 1696 bis 1718 ließ Christian Friedrich von Rabenstein die Burgreste abtragen und errichtete auf den Resten der Anlage das Schloss Adlitz wobei das Erdgeschoss noch vom Vorgängerbau stammt.